# Classe Salvamar
Classe Salvamar est une classe de navire de sauvetage de la marine espagnole, mais civile. À ce titre, elle est mise en œuvre par la Sociedad de Salvamento y Seguridad Marítima dépendant du ministère de l'Équipement.
Les bateaux de la classe Salvamar, longs de 15 mètres, sont des bateaux de recherche et de sauvetage d'intervention rapide, conçus par la société norvégienne Maritime Partners AS, qui les appelle commercialement Alusafe 1500. Leur coque est en aluminium, ils sont auto-redressables et insubmersibles. Six unités de l'Alusafe 1500 ont été construites en Norvège. En 1992, Maritime Partners AS a conclu un accord avec la société Auxiliar Naval del Principado pour fabriquer les modèles en Espagne. Ceux-ci ont été construits avec une puissance différente de celle du norvégien Alusafe 1500.

## Dotation

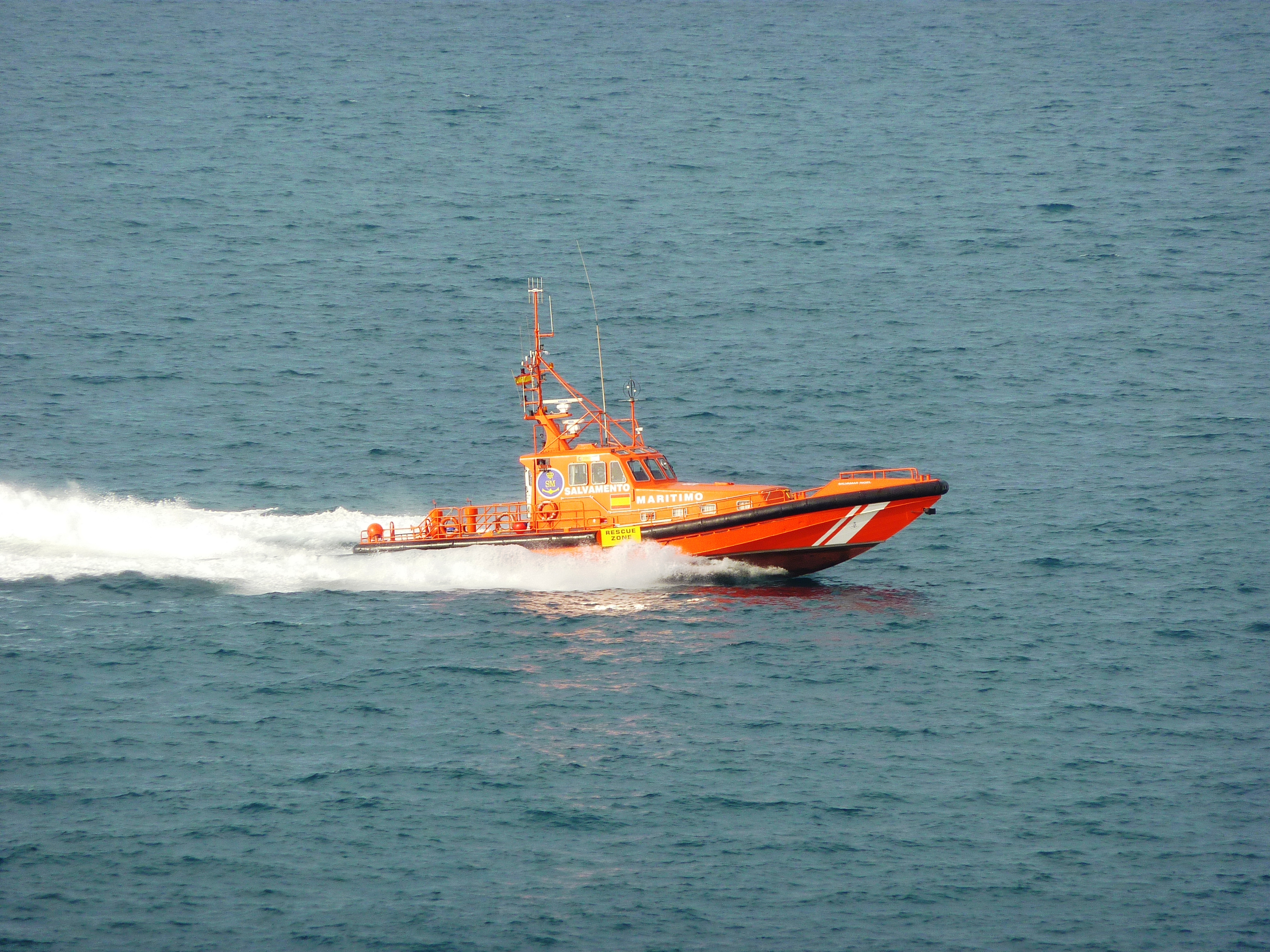
Salvamar Rigel

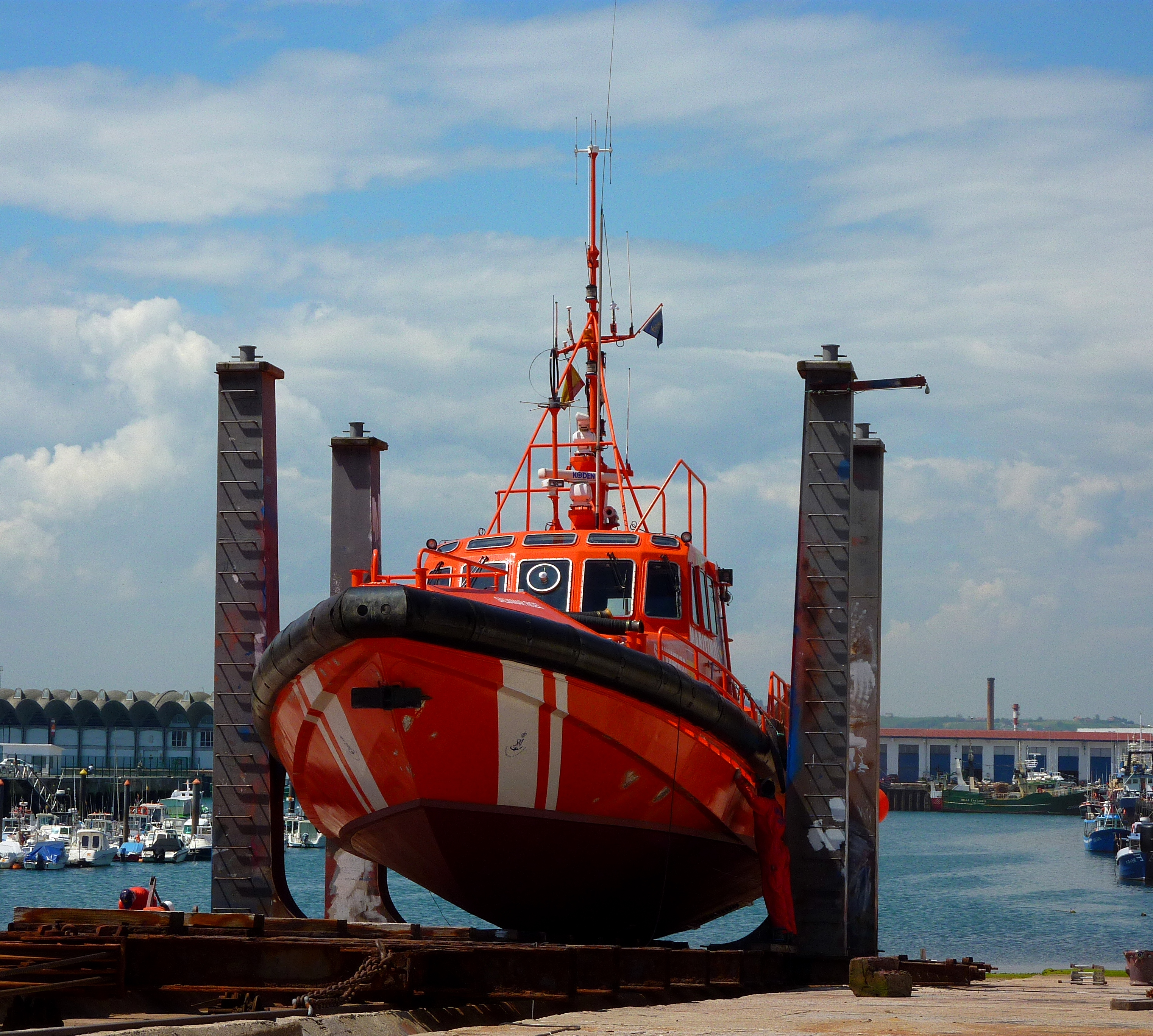
Salvamar Rigel

### Zone atlantique
| Nom          | Entrée en service  | Puissance (cv) | Équipage | Longueur (m) | Base                           |
| ------------ | ------------------ | -------------- | -------- | ------------ | ------------------------------ |
| Orión        | 22 décembre 1999   | 2 × 1300       | 3        | 20           | Pasajes (Guipúzcoa)            |
| Monte Gorbea | 1er juillet 1992   | 2 × 450        | 3        | 15           | Bermeo (Biscaye)               |
| Deneb        | 24 janvier 2001    | 2 × 1400       | 3        | 21           | Santander (Cantabrie)          |
| Algol        | 20 juillet 1991    | 2 × 450        | 3        | 15           | Llanes (Asturies)              |
| Rigel        | 3 avril 2000       | 2 × 1300       | 3        | 20           | Gijón (Asturies)               |
| Capella      | 20 mars 2002       | 2 × 1400       | 3        | 21           | Luarca (Asturies)              |
| Alioth       | 29 octobre 2007    | 2 × 1400       | 3        | 21           | Burela (Lugo)                  |
| Sargadelos   | 1er février 1995   | 2 × 450        | 3        | 15           | Ribeira (La Corogne)           |
| Shaula       | 1er juillet 2001   | 2 × 1400       | 3        | 21           | Cariño (La Corogne)            |
| Mirfak       | 23 avril 2001      | 2 × 1400       | 3        | 21           | La Corogne                     |
| Altair       | 30 novembre 2000   | 2 × 1400       | 3        | 21           | Camariñas (La Corogne)         |
| Regulus      | 1er septembre 2003 | 2 × 1400       | 3        | 21           | Porto do Son (La Corogne)      |
| Mirach       | 2 décembre 2002    | 2 × 1400       | 3        | 21           | Cangas de Morrazo (Pontevedra) |

### Zone des Canaries
| Nom        | Entrée en service | Puissance (cv) | Équipage | Longueur (m) | Base                                                |
| ---------- | ----------------- | -------------- | -------- | ------------ | --------------------------------------------------- |
| Adhara     | 11 août 2006      | 2 × 1400       | 4        | 21           | La Restinga (Santa Cruz de Tenerife)                |
| Alphecca   | 11 février 2005   | 2 × 450        | 4        | 15           | San Sebastián de La Gomera (Santa Cruz de Tenerife) |
| Canopus    | 1er juin 1993     | 2 × 525        | 3        | 15           | Santa Cruz de La Palma (Santa Cruz de Tenerife)     |
| Alpheratz  | 20 juin 2006      | 2 × 1400       | 4        | 21           | Los Cristianos (Santa Cruz de Tenerife)             |
| Alphard    | 3 août 2005       | 2 × 1400       | 4        | 21           | Los Cristianos (Santa Cruz de Tenerife)             |
| Tenerife   | 5 septembre 1995  | 2 × 1250       | 3        | 20           | Santa Cruz de Tenerife                              |
| Menkalinán | 5 décembre 2006   | 2 × 1400       | 4        | 21           | Arguineguín (Las Palmas)                            |
| Nunki      | 4 février 2002    | 2 × 1400       | 3        | 21           | Las Palmas de Gran Canaria                          |
| Mizar      | 12 août 2004      | 2 × 1400       | 4        | 21           | Gran Tarajal (Las Palmas)                           |
| Altlántico | 1er août 1992     | 2 × 1000       | 4        | 20           | Arrecife (Las Palmas)                               |

### Zone du détroit de Gibraltar

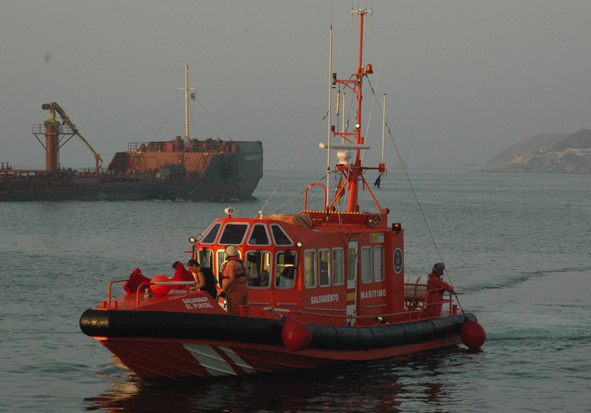
El Puntal, Ceuta.

| Nom       | Entrée en service | Puissance (cv) | Équipage | Longueur (m) | Base              |
| --------- | ----------------- | -------------- | -------- | ------------ | ----------------- |
| Alborán   | 12 août 1996      | 2 × 1250       | 3        | 20           | Mazagón (Huelva)  |
| Dubhe     | 1er mars 1993     | 2 × 525        | 3        | 15           | Barbate (Cadix)   |
| Gadir     | 12 novembre 1996  | 2 × 1250       | 3        | 20           | Cadix             |
| Alkaid    | 12 août 2004      | 2 × 1400       | 4        | 21           | Tarifa (Cadix)    |
| El Puntal | 1er avril 1993    | 2 × 525        | 3        | 15           | Ceuta             |
| Algeciras | 1er novembre 1992 | 2 × 450        | 4        | 15           | Algeciras (Cadix) |

### Zone de la Méditerranée

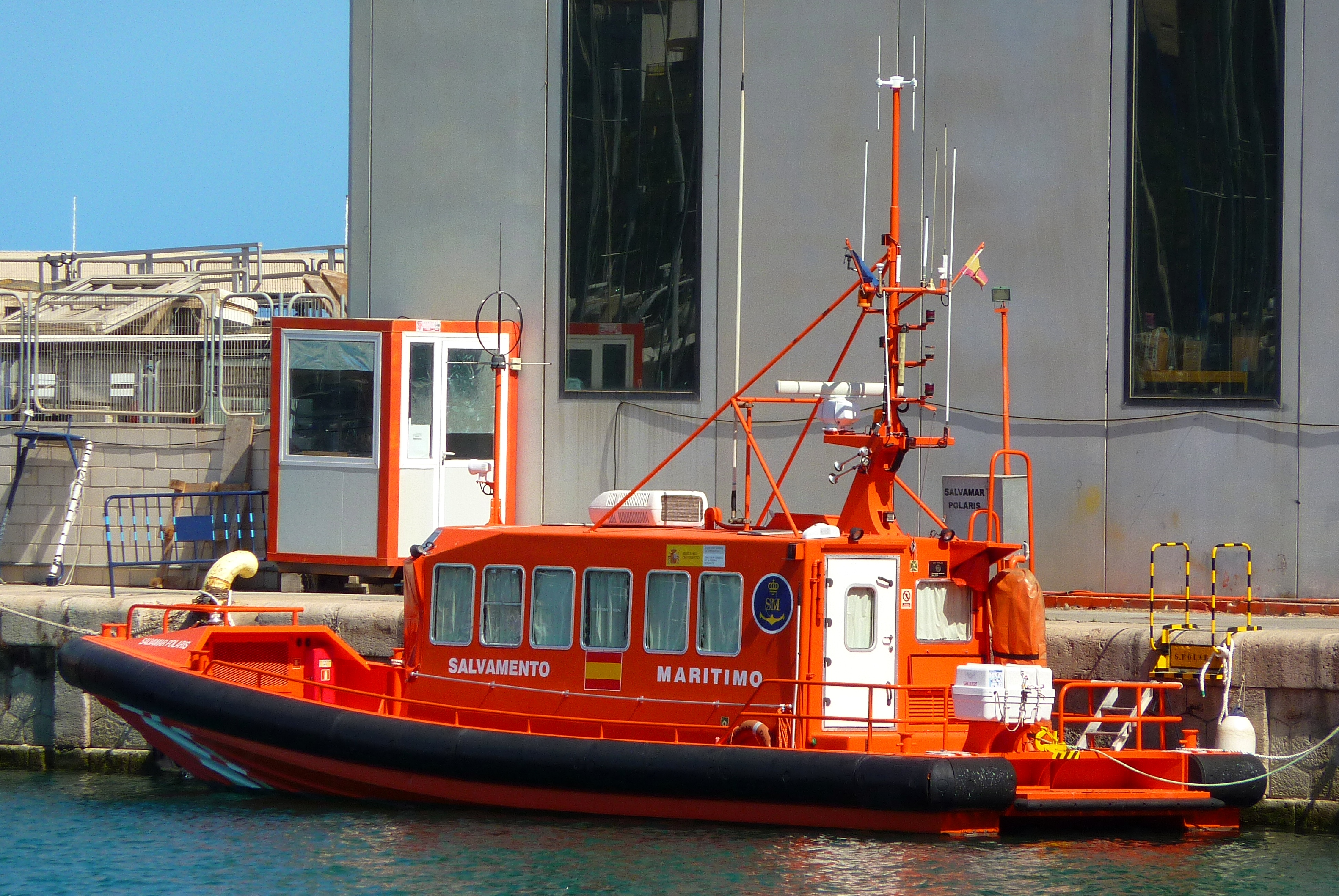
Polaris Alicante.

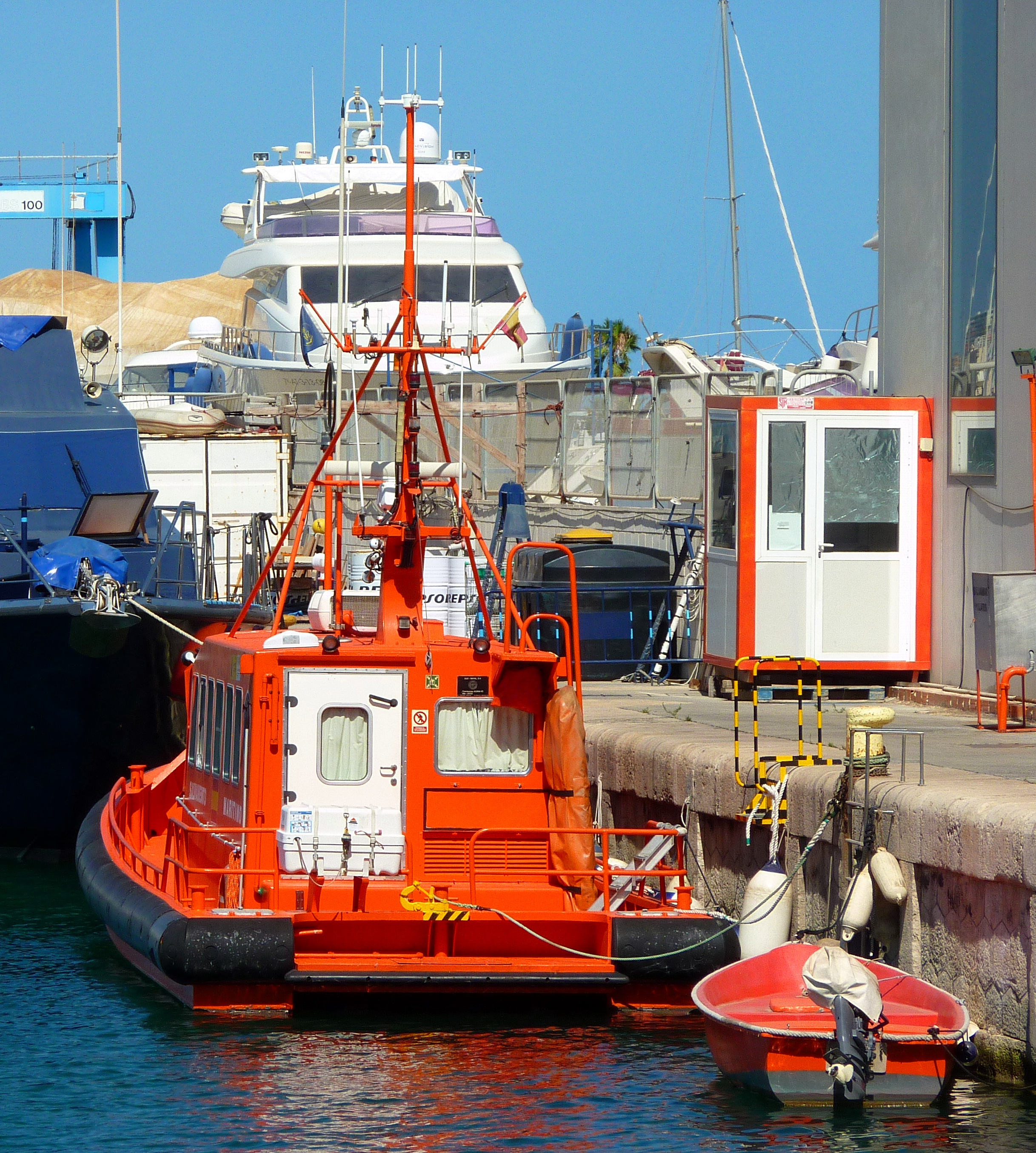
Polaris.

| Nom            | Entrée en service | Puissance (cv) | Équipage | Longueur (m) | Base                                 |
| -------------- | ----------------- | -------------- | -------- | ------------ | ------------------------------------ |
| Spica          | 5 juin 1992       | 2 × 450        | 3        | 15           | Melilla                              |
| Alnitak        | 23 juillet 2007   | 2 × 1400       | 4        | 21           | Málaga                               |
| Vega           | 20 mai 2000       | 2 × 610        | 4        | 15           | Estepona (Málaga)                    |
| Hamal          | 6 novembre 2006   | 2 × 1400       | 4        | 21           | Motril (Grenade)                     |
| Denébola       | 3 août 2005       | 2 × 1400       | 4        | 21           | Almería                              |
| Algenib        | 21 octobre 2002   | 2 × 1400       | 3        | 21           | Garrucha (Almería)                   |
| Alcor          | 1er août 1998     | 2 × 610        | 3        | 20           | Carthagène (Murcie)                  |
| Polaris        | 12 juillet 2000   | 2 × 610        | 3        | 15           | Alicante                             |
| Levante        | 1er mai 1995      | 2 × 450        | 3        | 15           | Jávea (Alicante)                     |
| Sabik          | 26 mars 2007      | 2 × 1400       | 3        | 21           | Burriana (Castellón)                 |
| Pollux         | 12 mars 2001      | 2 × 1400       | 3        | 21           | Valence                              |
| Sant Carles    | 1er août 1992     | 2 × 450        | 3        | 15           | Sant Carles de la Ràpita (Tarragone) |
| Diphda         | 5 décembre 2001   | 2 × 1400       | 3        | 21           | Tarragone                            |
| Bellatrix      | 1er décembre 1992 | 2 × 450        | 3        | 15           | Barcelone                            |
| Sirius         | 20 mai 2000       | 2 × 1300       | 3        | 20           | Palamós (Gérone)                     |
| Cástor         | 12 juillet 2000   | 2 × 610        | 3        | 15           | Roses (Gérone)                       |
| Alnilam        | 29 mai 2007       | 2 × 1400       | 3        | 21           | El Port de la Selva (Gérone)         |
| Markab         | 7 mai 2002        | 2 × 1400       | 3        | 21           | Ibiza (Baleares)                     |
| Acrux          | 11 juillet 2003   | 2 × 1400       | 3        | 21           | Puerto Portals (Baléares)            |
| Cavall Bernat  | 1er mai 1993      | 2 × 525        | 3        | 15           | Alcudia (Baléares)                   |
| Illes Pitiuses | 11 juillet 1995   | 2 × 450        | 3        | 15           | Felanich (Baléares)                  |
| Antares        | 20 juillet 1999   | 2 × 1300       | 3        | 21           | Mahón (Baléares)                     |
| Aldebarán      | 1er mai 1993      | 2 × 610        | 3        | 15           | Ciudadela (Baléares)                 |

### Embarcations de couverture

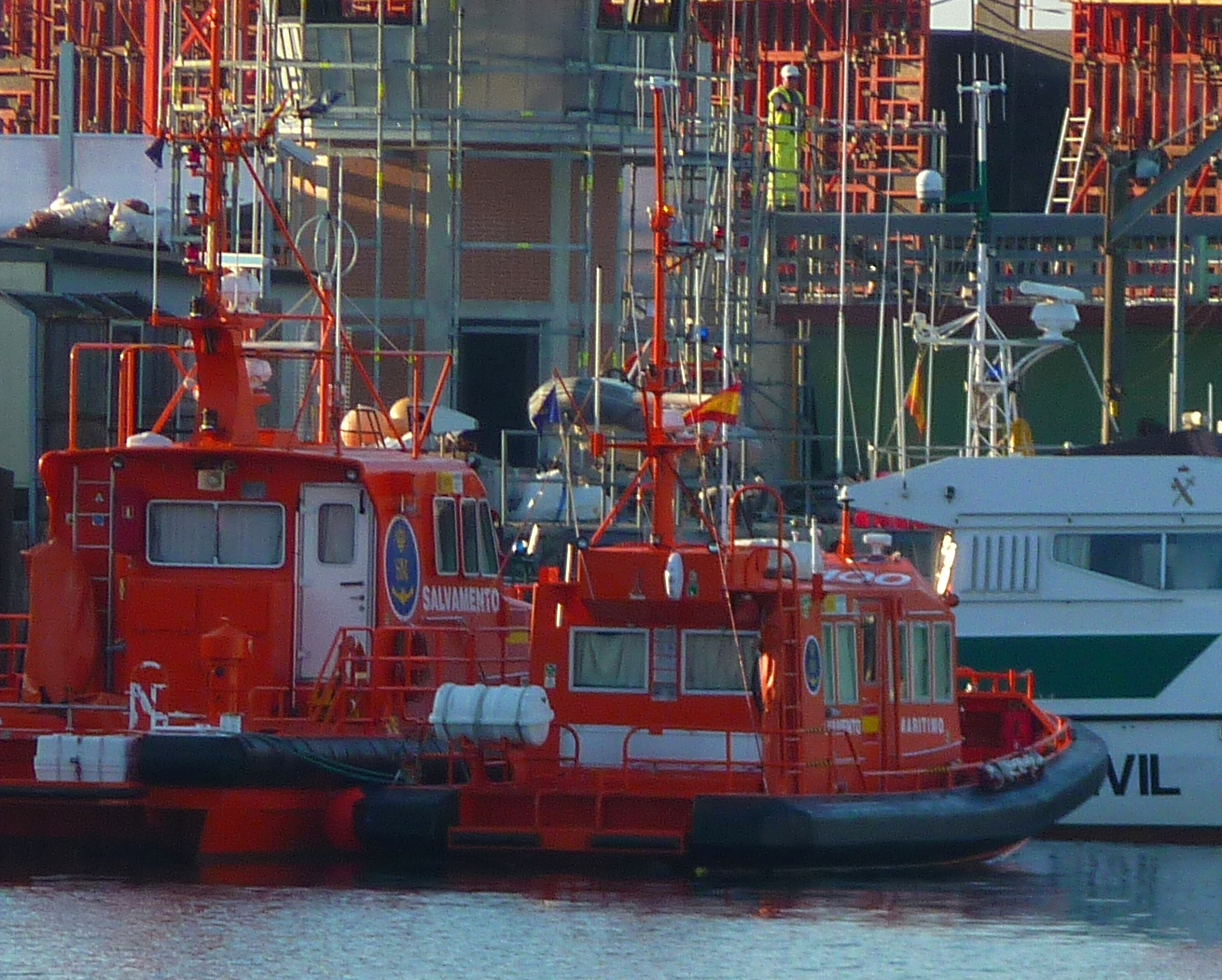
Alonso Sánchez Santander

| Nom            | Entrée en service | Puissance (cv) | Équipage | Longueur (m) | Base |
| -------------- | ----------------- | -------------- | -------- | ------------ | ---- |
| Alonso Sánchez | 1er novembre 1992 | 2 × 450        | 3        | 15           |      |